# Rasheed Sulaimon
Rasheed Wesley Sulaimon (Houston, 9 marzo 1994) è un cestista statunitense con cittadinanza nigeriana, professionista nella NBDL e in Europa.

## Statistiche

### College
| Anno       | Squadra            | PG  | PT | MP   | TC%  | 3P%  | TL%  | RP  | AP  | PRP | SP  | PP   |
| ---------- | ------------------ | --- | -- | ---- | ---- | ---- | ---- | --- | --- | --- | --- | ---- |
| 2012-2013  | Duke Blue Devils   | 36  | 33 | 29,2 | 42,4 | 37,1 | 80,2 | 3,4 | 1,9 | 0,8 | 0,1 | 11,6 |
| 2013-2014  | Duke Blue Devils   | 34  | 17 | 25,6 | 40,2 | 41,0 | 76,8 | 2,4 | 2,4 | 0,8 | 0,0 | 9,9  |
| 2014-2015† | Duke Blue Devils   | 20  | 0  | 19,3 | 41,3 | 40,4 | 66,7 | 2,0 | 1,8 | 1,0 | 0,1 | 7,5  |
| 2015-2016  | Maryland Terrapins | 36  | 36 | 32,9 | 46,3 | 42,2 | 74,7 | 3,5 | 3,5 | 1,2 | 0,1 | 11,3 |
| Carriera   | Carriera           | 126 | 86 | 27,7 | 42,9 | 40,1 | 76,4 | 2,9 | 2,5 | 0,9 | 0,1 | 10,4 |

### Eurocup
| Anno      | Squadra         | PG | PT | MP   | TC%  | 3P%  | TL%  | RP  | AP  | PRP | SP  | PP   |
| --------- | --------------- | -- | -- | ---- | ---- | ---- | ---- | --- | --- | --- | --- | ---- |
| 2021-2022 | Bourg-en-Bresse | 18 | 18 | 32,9 | 39,0 | 32,2 | 75,5 | 3,2 | 3,2 | 1,0 | 0,0 | 13,5 |
| 2023-2024 | Wolves          | 8  | 8  | 28,7 | 40,3 | 38,5 | 78,8 | 2,2 | 4,1 | 0,8 | 0,0 | 18,2 |
| Carriera  | Carriera        | 26 | 26 | 31,6 | 39,5 | 34,5 | 76,7 | 2,9 | 3,5 | 0,9 | 0,0 | 15,0 |

## Palmarès

### Squadra
- Campione NCAA (2015)
- Leaders Cup: 1

Digione: 2020

### Individuale
- MVP Leaders Cup: 1

Digione: 2020